# 자동차 문

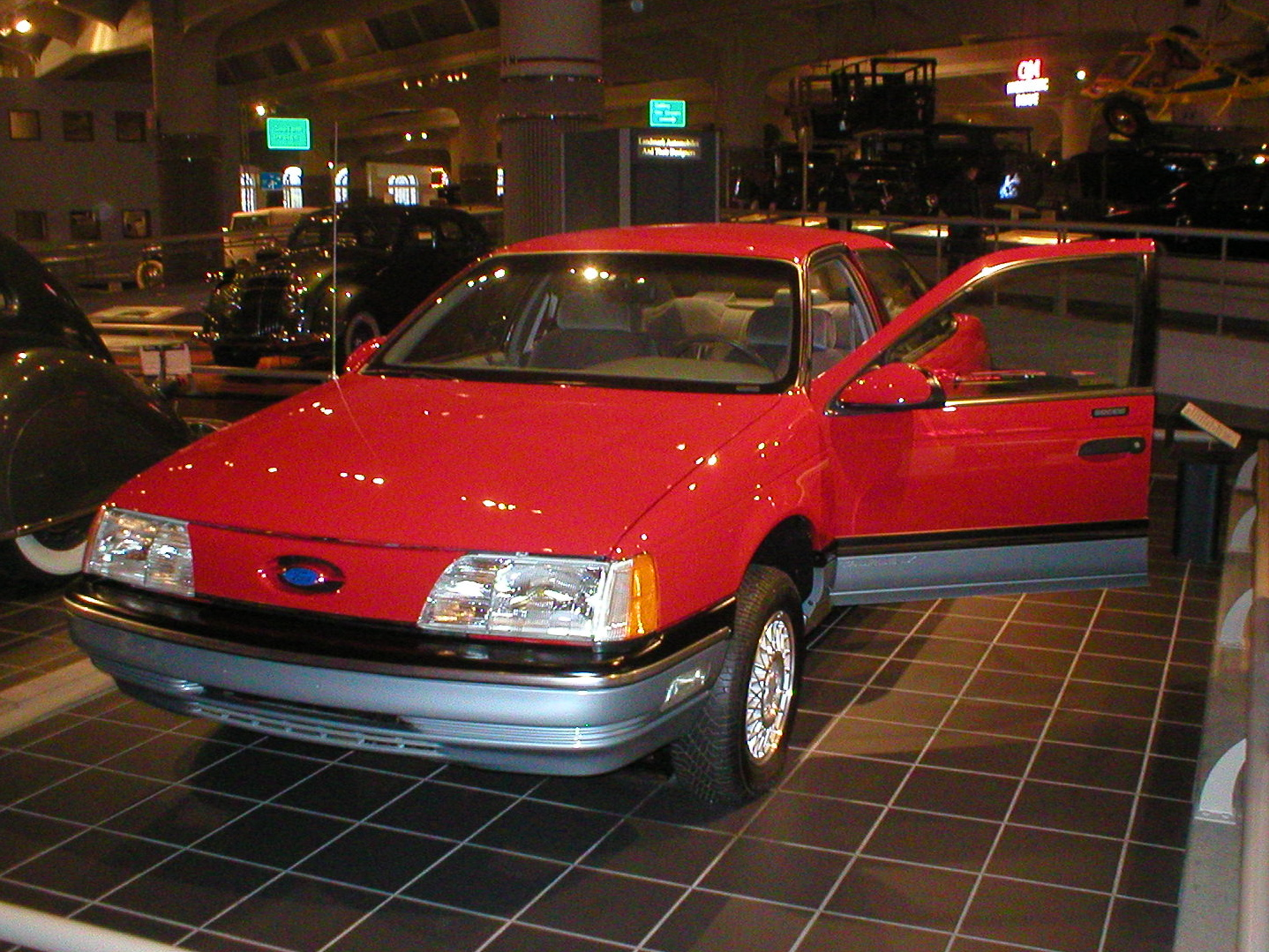
1986년형 포드 토러스 도어의 외부 측면

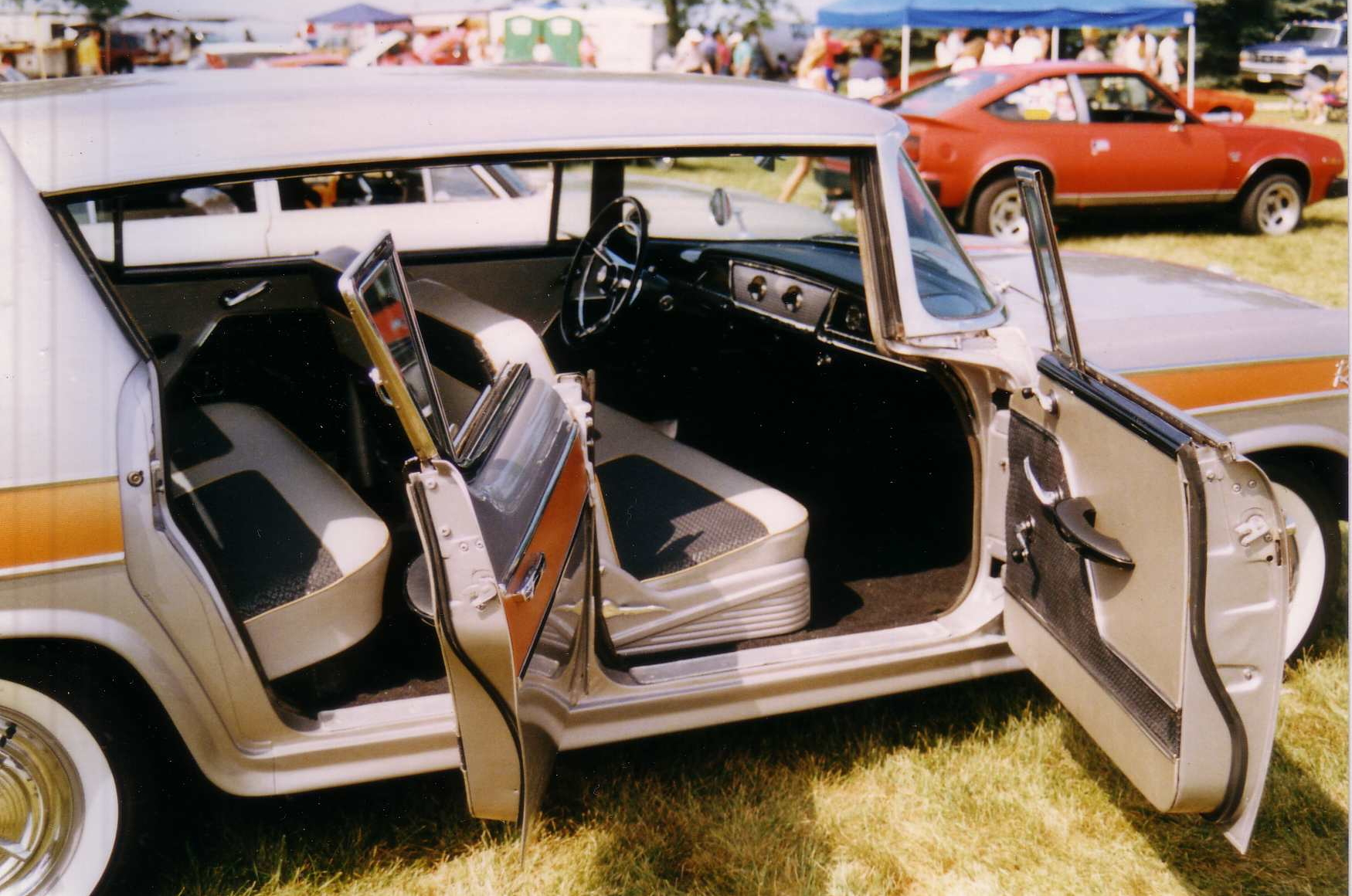
앞문과 뒷문이 열려 있는 1957년형 램블러 레벨

자동차 문(영어: Car door)은 자동차를 타고 내릴 때 사용되는 개구부 앞에 트랙과 같은 다른 메커니즘에 의해 부착되어 있다. 차량 도어를 열면 입구에 접근할 수 있고 닫아서 고정할 수 있다. 이 문은 수동으로 열거나 전자식으로 열 수 있다. 전동 도어는 일반적으로 미니밴, 고급 자동차 또는 개조된 자동차에서 발견된다.

## 일반 디자인
다른 유형의 도어와 달리 자동차 문의 외부 측면은 디자인과 내부 측면의 마감이 대조된다.(내부 부분에는 일반적으로 도어 카드(영국 영어: Door card) 또는 도어 패널(미국 영어: door panel)이 장착되어 있다.
도어의 외부는 강철 또는 차량 외부와 같은 기타 재료로 설계되었다. 또한, 일반적으로 디자인으로 채색된 장식적인 외관은 차량 외부의 나머지 부분과 어울리도록 설계되었으며, 주요 목적은 차량 외부의 전체적인 미적 매력을 더하는 것이다.
차량에는 일반적으로 앞문과 뒷문의 두 가지 유형의 문이 있다. 느슨한 관련은 차량 후드 및 차량 트렁크 리드다. "해치"로 알려진 문도 있다 (아래 문 분류 문단 참조).
열린 차량 도어의 주요 안전 문제는 야간 차량 도어가 다른 차량 운전자에게 경고를 제공할 수 있다는 가정이다. 불행히도 모든 차량 도어의 50% 이상이 조명 및 반사경과 같은 차량 도어 내부에 아무것도 적용되지 않은 것으로 추정된다. 안타깝게도 이러한 장치는 적용되는 표준이 없기 때문에 미국 연방 자동차 안전 표준을 충족할 필요가 없다. 설상가상으로 치명적인 사고보고 시스템에 따르면 2014년에 미국 전체에서 밤에 열린 차량 문 밖에 있는 사람이 한 명도 사망하지 않은 것으로 보고되었다. 차량 도어의 하단 내부 가장자리에 반사율이 높은 테이프를 제공하는 것과 같은 새로운 안전 기술은 다른 차량 운전자가 밤에 열린 차량 도어를 볼 수있는 기능을 제공한다 (일반적인 응용 프로그램의 다이어그램을 포함한 자세한 내용은 미국 특허 번호 9,308,859 참조).

## 주요 파트
- 도어 카드
- 문 손잡이
- 도어 스위치
- 유리창
- 기둥
- 원격 시스템에서 작동 할 수 있는 파워 도어록
- 내부 보관함

### 도어 잠금 장치 및 래치
대부분의 차량 도어는 외부로부터의 무단 접근을 방지하기 위해 잠글 수있는 래치로 차체에 닫혀 있으며. 다양한 자동차 도어 잠금 시스템이 있다. 도어록은 수동 또는 자동으로 작동 할 수 있으며 중앙에서 또는 개별적으로 작동할 수 있다. 또한 원격 제어로 작동 할 수 있으며 송신기는 주 차량 액세스/점화 키에 통합되는 경우가 많다.
또한 뒷좌석 조수석 도어에는 도어를 외부에서 열지 않는 한 어린이가 차량에서 내리는 것을 방지하기 위해 어린이 안전 잠금 장치가 자주 장착된다. 이들은 경찰이 구금되어 있는 동안 용의자가 탈출하는 것을 방지하기 위해 경찰차에도 자주 사용된다.
오늘날 거의 모든 차량의 차량 도어 래치는 일반적으로 사용자가 당기거나 들어올 리거나 잡아 당겨야하는 핸들을 사용하여 작동한다. 그 이유가 있다. 1970년대 후반, 일부 차량은 특정 Opel 모델과 같이 노출 된 푸시 버튼을 사용하여 도어 래치를 작동했다. 이 디자인의 불행한 부작용은 스핀 아웃 동안 차량에 닿은 외부 물체가 래치를 트리거 할 수 있다는 것이다. 문이 튀어 나와 차량 탑승자를 배출한다. 정확히 그런 식으로 발생한 죽음은 Daly v. General Motors Corp., 20 Cal. 3d 725 (1978), 캘리포니아 대법원은 엄격한 제조물 책임과 비교 과실을 합병하여 제너럴 모터스가 문이 열렸기 때문에 사망한 Kirk Daly가 오펠에서 날아 갔다는 증거를 소개 할 권리를 확인했다. 술에 취해서 안전벨트를 매지 않았기 때문이다.

### 도어 스위치
도어 스위치는 실내 조명 (돔 조명)에 연결된 간단한 켜기/끄기 메커니즘이며, 경고등, 스피커 또는 기타 장치에 연결하여 도어가 닫히지 않았을 때 운전자에게 알릴 수 있다. 도어 라이트는 모든 차량의 표준 장비다. 1950 ~ 1990년대 미국 자동차에는 문이 열릴 때마다 체크 표시등과 함께 울리는 버저 또는 "도어 딩거"가 있었다.

### 창문
대부분의 차량 문에는 창문이 있으며, 대부분은 다양한 범위로 열릴 수 있다. 대부분의 자동차 도어 창문은 도어 본체로 아래로 들어가고 수동 크랭크 또는 전환 가능한 전기 모터로 열린다 (운전석 창 이외의 전기 자동차 창은 일반적으로 도어 자체와 중앙에서 추가 제어를 통해 제어 할 수 있음) 운전자 위치에서). 과거에는 특정 후퇴 창을 직접 (위 또는 아래) 압력으로 작동 시켰으며 내부 리프트 메커니즘 대신 마찰에 의해 위로 위치를 유지했다.
다른 자동차, 특히 오래된 미국산 밴에는 접힌 레버 메커니즘이 있는 경첩이 달린 창문이있어 닫힌 위치에서 창문을 밀어 내고 있다.

### 도어 브레이크 또는 스테이
차량 도어에는 종종 도어가 닫히기 직전에 속도를 늦추고 도어가 디자인 사양보다 더 많이 열리는 것을 방지하는 브레이크 또는 '스테이'가 포함된다. 현재 추세는 3단계 도어 브레이크를 사용하는 것이다.
첫 번째 차량의 도어가 무거워서 도어 브레이크가 존재하기 때문에 닫히려면 세게 밀어야 하는 문제가 있었다. 얼마 지나지 않아 자동차 제조업체는 더 가벼운 문을 만들 수 있었지만 사용자는 강제로 문을 닫는 데 익숙해 져 문이 빠르게 손상되었다. 그런 다음 도어 브레이크를 도입하여 도어가 닫히기 직전에 도어 속도를 늦추어 손상을 방지했다. 이것들은 곧 표준이 되었다.

## 문 분류
해치백 및 스테이션 왜건 본체는 '3도어' 또는 '5도어' 모델로 판매된다. 이 경우 후면 해치는 문으로 분류된다. 이는 승객실에 들어가기 위함이다. 세단이나 세단 및 쿠페와 같은 다른 차량의 경우 부 /트렁크 뚜껑은 별도의 보관함을 위한 것이기 때문에 정의에 따라 문으로 간주되지 않는다. 이 차량은 '2도어' 또는 '4도어'로 판매된다. 이 시스템은 주로 유럽에서 사용되며 북미에서는 덜 일반적이다. 유럽에서는 미국식 라벨이 가끔 사용된다.
일반적으로 북아메리카에서 자동차는 "2도어" 또는 "4도어" 모델로만 판매된다. 미국식 라벨에는 승객 및 운전석 도어만 포함되며 해치백 및 스테이션 왜건의 해치가 없다. 이로 인해 많은 사람들이 해치가 유럽에서 문으로 간주되는 반면 밀봉된 트렁크의 뚜껑은 그렇지 않다는 것을 이해하지 못했다.

## 문 열기
일부 자전거 타는 사람은 열린 자동차 도어와 충돌하는 것을 "문 점검 중"이라고 한다.이것은 일반적으로 사이클리스트가 평행주차 된 자동차와 나란히 라이딩 할 때 발생하며 운전자는 먼저 그렇게 하는 것이 안전한지 확인하지 않고 사이클리스트 바로 앞에 갑자기 문을 열었다. 특히 야간에 자전거 운전자와 자동차 운전자에게 어느 정도의 경고를 제공하기 위해 부분적으로 열린 차량 도어를 시각적으로 인식 할 수 있도록 주요 발전이 이루어졌다. (미국 특허 번호 9,469,246 참조.)

## 유형

### 일반
일반 도어라고도 하는 기존 도어는 도어의 앞쪽 가장자리에 힌지가 달려있어 도어가 차체에서 바깥쪽으로 스윙할 수 있다. 이 문은 차량이 앞으로 이동하는 동안 열리면 바람 저항이 열리는 문에 대해 작용하여 효과적으로 닫히게된다는 점에서 비교적 안전하다. 열린 차량 도어 옆으로 들어오고 나가거나 밖으로 서있는 차량 도어의 작동은 특히 야간에 양방향으로 볼 때에도 매우 위험하다. 문제는 대부분의 경우 차량 도어가 다른 차량 운전자에게 시각적 경고를 제공하지 않아 다른 차량 운전자의 사고 회피가 회피 조치를 취할 시간을 가질 수 있도록한다는 것이다. 차량 도어의 하단 내부 가장자리에 고 반사 테이프를 적용하여 야간에 열린 차량 도어를 볼 수 있도록 새로운 발전이 이루어졌다 (미국 특허 번호 9,308,859 참조). 이러한 새로운 발전은 야간에 열린 차량 도어를 차단하는 사람 다리 뒤에 차량 도어의 50 %를 초과하는 반사 반사율을 제공하여 반사경이나 조명과 같은 종래 기술 시스템을 차단하는 사람이 있는 경우에도 열린 차량 도어를 볼 수 있게 한다.

### 시저 도어
수직으로 위쪽으로 회전하며 앞 유리의 끝이나 그 근처에 힌지로 고정되어 있으며, 주로 람보르기니, 알파 로메오 차종및 기타 브랜드에서 사용되고 있다.

### 버터플라이 도어
시저 도어와 비슷하지만 시저 도어가 위로 올라가는 동안 버터플라이 도어도 바깥쪽으로 이동하여 출입이 더 쉬워지고 공간이 절약된다.

### 걸윙 도어
측면이 아닌 지붕의 가장 위쪽 가장자리에 경첩이 달려 있다. 문을 열면 갈매기가 날개를 여는 모습이 떠오르기 때문에 이름이 붙여졌다.

### 슬라이딩 도어
수평 또는 수직으로 슬라이딩하여 열리므로 도어가 트랙에 장착되거나 매달려 있다. 주로 미니밴, 레저 차량, 경상용차, 미니 버스 및 일부 시내버스 차종의 측면에서 일반적으로 사용되고 있다. 이로 인해 접근을 방해하지 않고 장비를 싣고 내릴 수 있는 큰 구멍이 있다.

### 캐노피 도어
차량 상단에 달려 있으며 어떤 방식 으로든 들어 올려 승객이 접근할 수 있도록 제작되었고, 항공기 캐노피와 비슷하다. 캐노피에는 정해진 기준이 없으므로 앞쪽, 옆쪽 또는 뒤쪽에 경첩을 달 수 있지만 앞쪽에 경첩이 가장 일반적이다. 캐노피 도어는 생산 차량에 거의 사용되지 않지만 르망 프로토타입 내구 경주용 자동차의 '닫힌' 변형에 자주 사용되며, 또한 때때로 컨셉트 카에 사용되고 있다.

## 차량 규정
여러 국가에서 차량 도어에 대한 자체 규정이 있다.
글로벌 기술 규정 No.1 도어록은 몇몇 안되는 글로벌 규정 중 하나이다.
호주, 캐나다, 유럽 연합, 일본, 러시아 및 미국과 같은 다양한 국가가 이 규정의 회원에 해당된다.
중국과 인도는 이 회원국에 해당되지 않는다.
또 다른 국제 도어 규정은 규정 #11: 도어 래치 및 도어 고정 부품이다. 이 요건의 적용은 예를 들어 유럽 연합, 러시아, 일본, 뉴질랜드 및 이집트에서 수행된다.
- 미국 - FMVSS 206
- 인도 - IS 14225
- GSO 419/1994, GSO 420/1994

## 같이 보기
- 자동차